# پیز والاتسکا
پیز والاتسکا (به لاتین: Piz Vallatscha) یک کوه در سوئیس است که در کانتون گراوبوندن واقع شده‌است. پیز والاتسکا ۳٬۰۲۱ متر بالاتر از سطح دریا واقع شده‌است.